# Wagony nr 1001–1011 (tramwaje w Akwizgranie)
Wagony nr 1001–1011 – seria tramwajów silnikowych eksploatowanych dawniej w Akwizgranie. Tramwaje te produkowane były w latach 1956–1957 przez miejscowe zakłady Talbot dla przewoźnika ASEAG. Były to ostatnie fabrycznie nowe wagony zakupione dla akwizgrańskiej sieci tramwajowej; kursowały one aż do likwidacji sieci w 1974 r.

## Historia
Sieć tramwajowa zarządzana przez ASEAG była na początku lat 50. XX wieku jedną z największych w RFN. Sieć składała się w większości z jednotorowych linii podmiejskich, na których tramwaje kursowały z częstotliwością półgodzinną lub godzinną. Tylko w granicach Akwizgranu istniały linie dwutorowe z wyższą częstotliwością kursowania. Od 1955 r. Akwizgran prowadził politykę mającą na celu podporządkowanie ruchu w mieście transportowi indywidualnemu. Rozległą sieć tramwajową planowano zredukować do trzech linii. Ponieważ przedsiębiorstwo ASEAG, poza budową kilku nowych tramwajów wykorzystujących stare nadwozia i wózki, nie zamawiało żadnych fabrycznie nowych wagonów po 1929 r., konieczna stała się modernizacja taboru mimo zapowiedzianej likwidacji sieci. Przede wszystkim sprawą pilną stało się wycofanie z ruchu starych wagonów o nadwoziu drewnianym i pozbawionych hamulców magnetycznych, gdyż nowe regulacje prawne z 1960 r. nie zezwalały na eksploatację takich tramwajów.

## Konstrukcja
Ponieważ sieć tramwajowa ASEAG składała się z odcinków jednotorowych niezakończonych pętlami, dlatego też można było zakupić jedynie dwukierunkowe tramwaje. Powinny one również zapewnić odpowiedni komfort podróży, mimo niewielkiej liczby działających jeszcze tras. Fabryka Talbot zaprojektowała, opierając się na konstrukcji opracowanej  przez Duewag dla spółki Vestische Straßenbahn, czteroosiowy tramwaj z wózkami nowej konstrukcji bez czopów skrętnych. Wózki te zapewniały większy komfort jazdy tramwajem nawet na torowiskach w złym stanie technicznym
Wagony wyposażono w hamulce pneumatyczne oraz szynowe. Podobnie jak inne tramwaje eksploatowane w Akwizgranie od lat 20. XX wieku, także tramwaje z Talbotu otrzymały układ hamowania umożliwiający rekuperację energii; układ ten wynaleziony został m.in. przez dawnego dyrektora ASEAG-u, Cremer-Chapé'a. 24-woltowa bateria zasilała m.in. oświetlenie przedziału pasażerskiego. Drzwi harmonijkowe wyposażono w napęd pneumatyczny. 
Wewnątrz znajdowało się początkowo dodatkowe wydzielone miejsce dla konduktora. Pod koniec lat 60. XX wieku spółka ASEAG wprowadziła obsługę bezkonduktorską. 33 miejsca siedzące otrzymały tapicerkę z materiału imitującego skórę.

## Dostawy
W latach 1956–1957 wyprodukowano 11 wagonów tego typu.
| Państwo        | Miasto         | Lata dostaw    | Liczba | Numery taborowe |  |  |
| -------------- | -------------- | -------------- | ------ | --------------- |  |  |
| RFN            | Akwizgran      | 1956–1957      | 11     | 1001–1011       |  |  |
| Łączna liczba: | Łączna liczba: | Łączna liczba: | 11     |                 |  |  |

## Eksploatacja
Przedsiębiorstwo ASEAG zleciło fabryce Talbot opracowanie projektu wagonu tramwajowego, który spełniłby wymagania akwizgrańskiej sieci. Wyposażenie elektryczne dostarczyły firmy Garbe, Lahmeyer i Kiepe. Pierwsze egzemplarze dostarczono w 1956 r.; początkowo odbyły one jazdy próbne w obrębie miejskiej sieci na liniach nr 4 do Diepenbenden oraz nr 7 do Preusweg. Po zakończeniu dostaw wszystkich jedenastu zamówionych egzemplarzy, przydzielono je do zajezdni w Brand. Poza linią nr 15 z Ronheide do Brand tramwaje obsługiwały również linię nr 25 do Stolbergu i linię nr 35 do Kornelimünster i Walheimu. ASEAG nie zakupiło wagonów doczepnych, lecz przebudowało kilka wagonów przedwojennych wyposażając je w sprzęgi BSI, które umożliwiały połączenie z nowoczesnymi wagonami nr 1001–1011. Oprócz tego wyżej wymienione tramwaje łączono również w składy z kilkoma czteroosiowymi doczepami dostarczonymi w 1942 r. przez fabrykę Talbot; doczepy te były pierwotnie przeznaczone do obsługi linii nr 24 do Eupen. 
Plany likwidacji torowisk z lat 50. XX wieku zostały w dużej mierze zrealizowane: z rozległej sieci tramwajów podmiejskich pod koniec 1961 r. pozostały jedynie dwie czynne trasy. W 1966 r. ASEAG zamknęło zajezdnię w Brand. Tramwaje nr 1001–1011 wraz z pozostałymi stacjonującymi w niej wagonami przeniesiono do akwizgrańskiej zajezdni przy Scheibenstraße. Wagony obsługiwały sieć osiedla Brand do momentu likwidacji linii nr 25 i 35, która nastąpiła 8 stycznia 1967 r. Następnie tramwaje kursowały jeszcze na liniach 5 oraz 15 między Ronheide a Brand. ASEAG zakupiło używane tramwaje przegubowe z Mönchengladbach i Oberhausen. Nowo sprowadzone wagony przejęły obsługę linii nr 15. Tramwaje z Talbotu od 1969 r. kursowały na linii nr 5 między Elisenbrunnen i Trierer Platz, natomiast w czasie wieczornych godzin szczytu do Brand. Podobnie jak wagony przegubowe otrzymały one nowe czerwone barwy, od 1960 r. charakterystyczne dla wszystkich pojazdów będących częścią taboru przewoźnika ASEAG.
Linię nr 5 przedłużono w 1971 r. do Königsberger Straße, lecz na przełomie lat 1973 i 1974 została ona zlikwidowana i zastąpiona autobusami. Tramwaje fabryki Talbot obsługiwały jeszcze w godzinach szczytu odcinek od Elisenbrunnen do Königsberger Straße, należący do ostatniej czynnej linii tramwajowej. 28 września 1974 r., wraz z zamknięciem linii nr 15 z Vaals do Brand, ostatecznie zakończono likwidację akwizgrańskiej sieci tramwajowej. Wyżej wspomniany dzień był też ostatnim dniem eksploatacji 11 tramwajów Talbotu. ASEAG sprzedało siedem egzemplarzy (nr 1003, 1004, 1005, 1008, 1009, 1010, 1011) dla firmy Manx Electric Railway z Wyspy Man. Firma ta wymontowała z tramwajów wyposażenie elektryczne i wykorzystała je do modernizacji posiadanego taboru Snaefell Mountain Railway. Nadwozia zezłomowano. Dwa tramwaje (nr 1002 i 1007) przekazano do muzeum tramwajów w Wehmingen (obecnie Hanowerskie muzeum tramwajów w Wehmingen), gdzie jednak zezłomowano je w 1988 r. lub w 2006 r. Wagon nr 1006 trafił początkowo do muzeum w Viernheimie, lecz w 1990 r. został odkupiony i powrócił do Akwizgranu. Tramwaj ten odrestaurowano i w 1995 r. wypożyczono do Muzeum transportu miejskiego w Liège.